# Fermín Estrella Gutiérrez
Fermín Estrella Gutiérrez (* 28. Oktober 1900 in Almería, Spanien; † 18. Februar 1990 in Buenos Aires) war ein argentinischer Schriftsteller spanischer Herkunft.

## Leben und Werk
Estrella Gutiérrez wanderte um 1910 zusammen mit seiner Familie nach Argentinien ein und ließ sich in Buenos Aires nieder. 1920 begann er an der dortigen Universität Rechtswissenschaften zu studieren. 1924 betraute man ihn mit einem Lehrauftrag für Literatur am Pädagogischen Institut an der gleichen Universität.
1928 ließ er seine Aufgaben für ungefähr ein Jahr ruhen und unternahm eine Studienreise nach und durch Europa. Zurückgekehrt nach Buenos Aires war er wieder als Dozent tätig; konnte sich aber mit der Zeit auch als Schriftsteller einen Namen machen. 1935 erfolgte mit der Veröffentlichung von „Destiero“ sein Debüt als Schriftsteller. Im selben Jahr gründete Estrella Gutiérrez an seiner Universität die Literaturzeitschrift „Norte“ und leitete sie bis 1939 als Herausgeber. Daneben schrieb er auch für andere Zeitungen, wie z. B. „La Nación“.
Zwischen 1948 und 1951 war er im Amt eines Inspektors für die Erwachsenenbildung in Gran Buenos Aires zuständig.  Er wurde in den Argentinischen Schriftstellerverband aufgenommen und 1959 zu dessen Präsident gewählt. Dieses Amt hatte er bis 1961 inne. Bereits 1955 nahm ihn auch die Academia Argentina de Letras als Mitglied auf, die Academia Mexicana de la Lengua als Korrespondierendes Mitglied.
Im Frühjahr 1961 unternahm Estrella Gutiérrez eine zweite Reise nach und durch Europa. Er kehrte im Herbst desselben Jahres wieder zurück und zog sich anschließend ins Privatleben zurück. Am 18. Februar 1990 starb er mit 89 Jahren in Buenos Aires und fand dort auch seine letzte Ruhestätte.

## Rezeption
Estrella Gutiérrez war in seinem frühen literarischen Schaffen noch ganz dem Modernismo verpflichtet. Im Ultraismus fand er dann später zu seinem eigenen Stil. In seiner Lyrik spannt er den Bogen von Naturbezogenheit bis hin zur Großstadtlyrik. Im Gegensatz dazu thematisiert er in seinen Erzählungen menschliche Konflikte und die oft daraus entstehenden psychischen Probleme.

## Ehrungen
- 1950 – Prémio Nacional de Poesia für „Sonetos a la soledad del hombre“

## Werke (Auswahl)
Lyrik
- Los caminos del mundo. 1929.
- El cántaro del plata. 1924.
- Canciones de la tarde. 1925.
- La llama. 1941.
- La ofrenda. 1927.

Erzählungen
- Desamparados. 1926.
- El ídolo y otras cuentos. 1928.
- El ladrón y la seloa. 1930.
- Memoiras de un estanciero y otros cuentos. 1949.
- El río. 1933.

Sachbücher
- Alfonsina Storni. Biografia. 1960.
- Arturo Capdevila. Biografia. 1961.
- Historia de la literatura americana y argentina. 1940.
- Historia de la literatura española. 1945.
- Panorama sintético de la literatura argentina. 1938.